# Піанх
Піанх (д/н — 1070 до н. е.) — давньоєгипетський політичний діяч, верховний жрець Амона у Фівах у 1074—1070 роках до н. е.

## Життєпис

### Родинні стосунки
Вважається сином або зятем свого попередника Герігора. Особистість дружини Піанха досі не була остаточно з'ясована. У храмі Луксора збереглося настінне графіті, яке зберегло ледве помітні сліди її імені, яке може бути інтерпретовано як «h» (згідно зі списком ієрогліфів А. Гардінера, символ V28, можливо, відповідний імені «Герірет») або як «ndjm» (символ M29) . В останньому випадку напис виступає на користь гіпотези, де Піанх міг бути одружений з жінкою на ім'я Ноджмет. Крім того, в 2013 році дослідник Ед Тайс довів правдивість версії про існування двох цариць з ім'ям Ноджмет: перша, Нодхмет А, була дружиною Піанха, інша Нодхмет B — дружиною Герігора.
У той же час, як особистість дружини Піанха залишається невизначеною, той факт, що у нього був старший син-спадкоємець на ім'я Пінедхем. також подружжя мало синів Хеканефера, Хекамаата та Анхефенмута, доньку Фаенмут.

### Кар'єра
вважав спадкоємцем Герігора. Втім останні дослідження голландського єгиптолога Карла Янсен-Вінкельна, який докладно вивчив і проаналізував храмові написи і монументальні пам'ятники Герігора і Піанха, що збереглися в Верхньому Єгипті, вказують на те, що Піанх можливо був попередником Герігора. Ймовірно набув високих посад як син або зять Герігора, що повалив Панехсі, отримавши реальну військову та політину владу. З огляду на це Піанх мав жрецьку освіту. Вже після нього верховним жрецем став Герігор. Проте ця версія потребує додаткових доказів.
На 10-му році епохи «Ухем-Месут» (або «Повторного Відродження», що відповідає близько 1080 або 1075 року до н. е.), Піанх отримав посаду командувача лучників всього Верхнього Єгипту і на чолі єгипетського війська розпочав похід до Нубії, де атакував царського сина Куша Панехсі, який зазнав поразки. При цьому зруйновано місто Кинополіс. Це було продовження боротьби, що почалася ще у 1081 році до н. е., коли того Герігор вигнав з Фів. За іншою версією причиною цього походу була змова фараона Рамсеса XI з Панехсі проти фактичних володарів Фів — Піанха та Герігора. Посаду верховного жерця Амону здобув перед походом або вже після смерті Герігора.
Під час діяльності Піанха почалося масове відкриття старих гробниць в Західних Фівах з метою їх захисту від пограбувань, або для того, щоб використовувати їх приховані скарби для фінансування різних державних заходів. Зрештою Піанх вирішив зібрати мумії колишніх монархів, вже позбавлених коштовностей, перенести їх з спустошених гробниць в приховані і спеціально підготовлені для цих цілей сховища серед скель, завдяки чому вони збереглися до теперішнього часу.

## Посади
Піанхі обіймав низку значних офіційних посад окрім Верховного жерця Амона, був царським писарем, Царським сином Куша (після смерті Панехсі), доглядачем чужоземних країн на півдні, наглядачем за зерносховищами і командувача лучників всього Верхнього Єгипту.